# Alfabeto kadamba
El alfabeto kadamba es un alfabeto específico creado para escribir canarés y télugu. Es un descendiente de la escritura brahmi, un alfasilabario visualmente cercano al alfabeto kalinga. El alfabeto kadamba se desarrolló durante el reinado de la dinastía Kadamba en los siglos cuarto-sexto. La escritura kadamba también se conoce como la escritura antigua kadamba. Esta escritura más tarde se hizo popular en lo que hoy es el estado de Goa y se utilizó para escribir sánscrito y canarés.
La escritura kadamba es una de las más antiguas del grupo meridional de escrituras brahmicas que evolucionó a partir de la escritura brahmi. En el siglo V d. C. ya había madurado y era visualmente diferente de otras variantes de brahmi. Se usó en los estados del sur de India de Karnataka y Andhra Pradesh. Evolucionó a la antigua escritura canaresa (alfabeto télugu-kannada) hacia el siglo X d. C. y se utilizó para escribir canarés y télugu. También está relacionado con el alfabeto cingalés.

## Corpus
- Inscripción Gudnapur, un pilar de hierro de 6 metros[3]
- Placas de bronce en alfabeto Kadamba (pre-chalukya), en el museo de Chennai[4]
- Inscripción Halmidi
- Pilar de Talagunda[5]

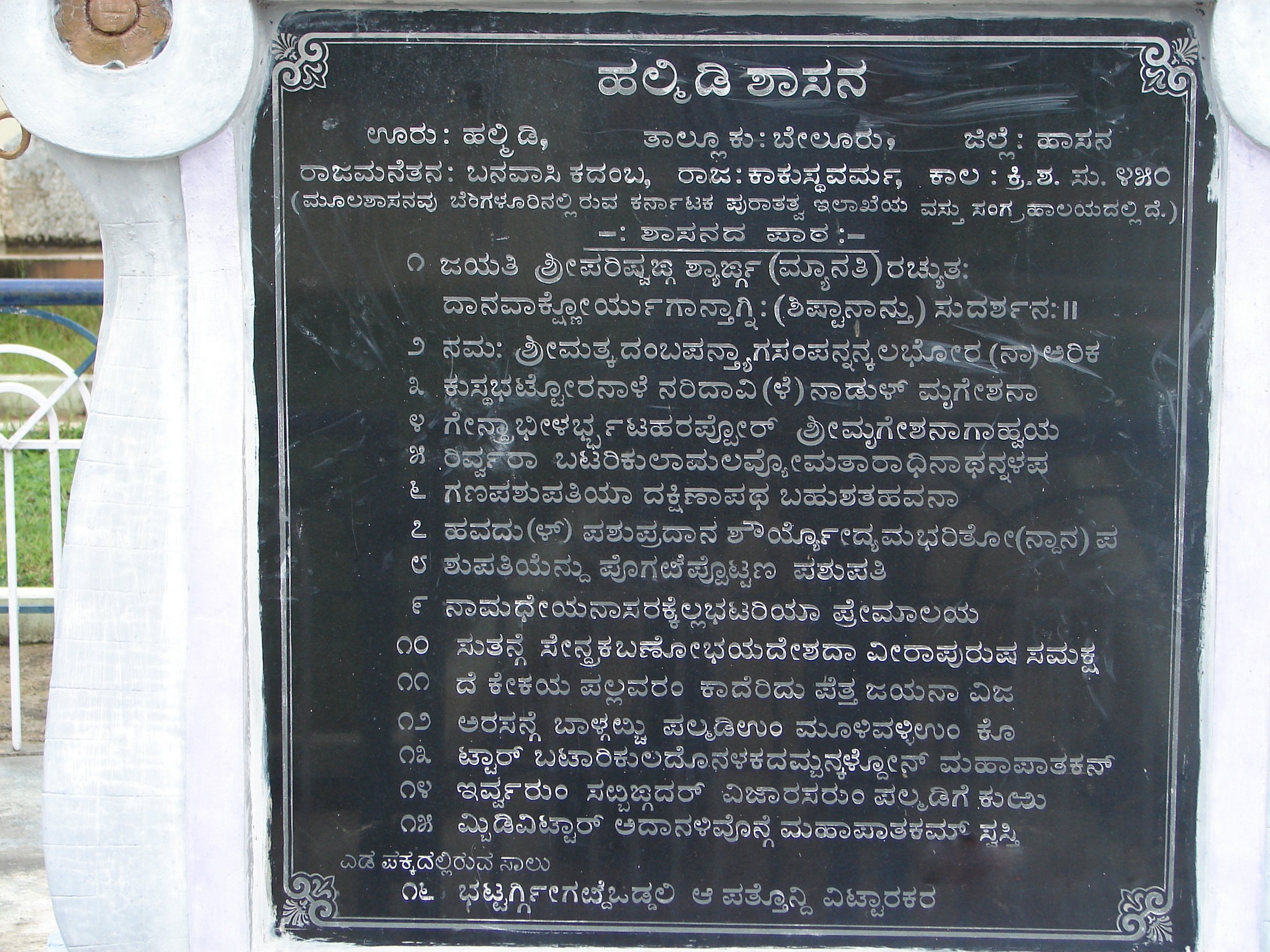
Réplica de la inscripción de Halmidi
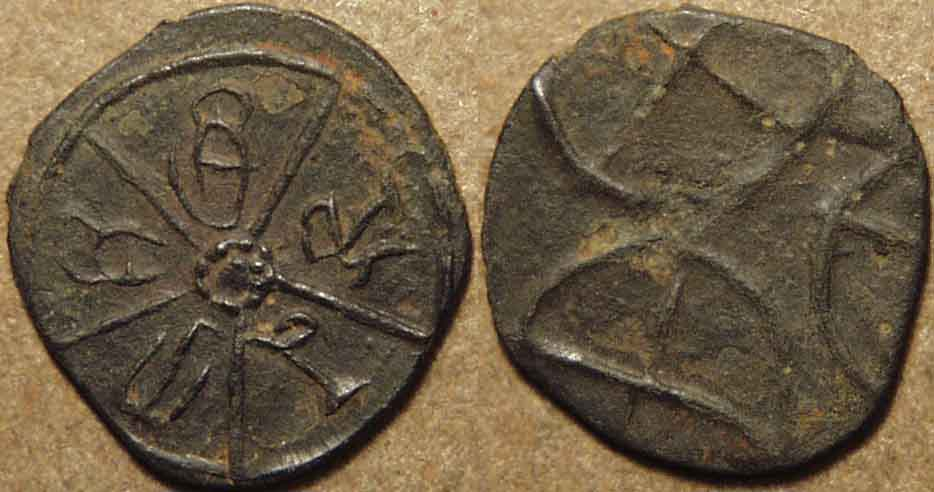
Moneda del rey Kadamba king Sri Manarashi
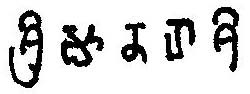
Sri manarashi en alfabeto kadamba
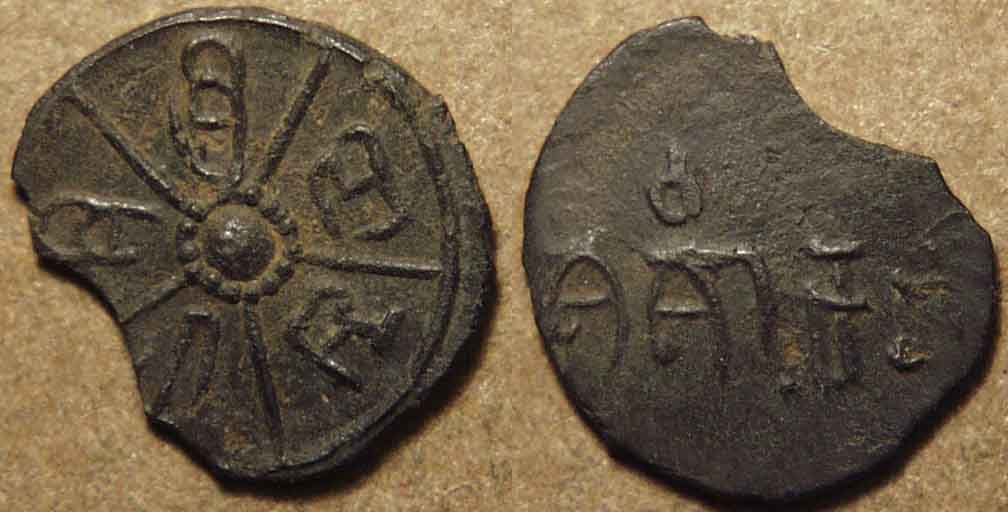
Moneda con la inscripción sri dosharashi en un lado y al otro lado Shri shashankaha
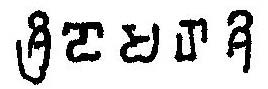
Sri dosharashi escrito en kadamba